# Chitinozoaire
Chitinozoa
Classe
Les chitinozoaires (ou chitinozoa de chitine, du gr. kheitôn, tunique et zôon, animal) forment un groupe aujourd'hui disparu de microfossiles marins à paroi organique (palynomorphes) d'affinité biologique incertaine.
Palynomorphes connus depuis l'Ordovicien inférieur jusqu'au Dévonien supérieur, en grand nombre dès l'Arénig,  disparaissent au Strunien. Leur taille va diminuant, de 500 μm à 120 à-50 à μm, ce qui en fait un bon outil stratigraphique. Les tests isolés ou vésicules ont une forme d'urne, de tube ou de bouteille et varient en taille d'approximativement 50 à 2000 micromètres. Le sommet des tests est fermé par un bouchon complexe ou par un operculum. Les chitinozoaires sont soit isolés ou en agrégats, mais il est probable que tous étaient produits en groupes de tests interconnectés. Alfred Eisenack a nommé pour la première fois ces palynomorphes en 1931, le nom étant dérivé de la présumée composition chitineuse de leurs parois et de leur supposée affinité zoologique ; comptent plusieurs centaines d'espèces, et cinquante genres, ex : Conochitina.

## Liste des ordres
- †Operculatifera
- †Prosomatifera

### Livres
- Howard Armstrong,M. D. Brasier Microfossils, Chapitre 11, p.96- 100
- CNRS Microfossiles organiques du paléozoologique chitinozoaires  1 et 2    Lavoisier, CNRS 1967.
- Taugourdeau  Philippe,Les chitinozoaires : techniques d'études, morphologie et classification, Paris : Société géologique de France, 1966.

### Articles
- (de) Eisenack A., 1931. Neue Mikrofossilien des baltischen Silurs. Naturwissenschaften (in German). 18 (42): 880–881, DOI 10.1007/BF01488901.
- (de) Eisenack A., 1968. Uber Chitinozoen des baltischen Gebietes. Palaeontographica, Abteilung A (article in German). 131: 137–98.
- Miller M.A., 1996. Chitinozoa. pp. 307-335 in: Jansonius & McGregor (eds.) Palynology: principles and applications. AASP Foundation.
- Jenkins W.A.M., 1970. Chitinozoa, American Association of Stratigraphic Palynologists, Inc
- Les chitinozoaires des formations de Huy, Llanvirnien inférieur, et de Sart-Bernard, Caradocien moyen (Ordovicien moyen et supérieur) : implications stratigraphiques pour le Massif du Condroz (Belgique)
- Boumenjel K.. Nouvelles espèces de chitinozoaires du Silurien Supérieur et du Dévonien Inférieur du bassin de Timimoun (Sahara central, Algérie). SONATRACH, Centre de Recherche et Développement.
- Chitinozoaires du Llanvirn